# Ferry Petterson
Johannes Ferdinand "Ferry" Pettersson (ur. 28 sierpnia 1938  – zm. 27 listopada 2000) – piłkarz holenderski grający na pozycji obrońcy. W swojej karierze rozegrał 2 mecze w reprezentacji Holandii.

## Kariera klubowa
Swoją karierę piłkarską Pettersson rozpoczął w klubie Blauw-Wit Amsterdam. W sezonie 1961/1962 zajął z nim 3. miejsce w Eredivisie, najwyższe w historii klubu. W 1963 roku odszedł do Groninger VAV. W 1971 roku został zawodnikiem nowo powstałego na bazie GVAV, FC Groningen. W 1973 roku zakończył w nim swoją karierę.

## Kariera reprezentacyjna
W reprezentacji Holandii Pettersson zadebiutował 5 września 1962 w wygranym 8:0 towarzyskim meczu z Antylami Holenderskimi, rozegranym w Amsterdamie. W kadrze narodowej rozegrał 2 mecze, oba w 1962 roku.